# Acacia turbata
Acacia turbata é uma espécie de leguminosa do gênero Acacia, pertencente à família Fabaceae.